# 디 그레이맨
《디 그레이맨》(D.Gray-man)은 호시노 카츠라가 연재 중인 일본 만화이다. 2004년 ZONE을 연재하던 호시노 카츠라가 연재를 중단하고, 대신 후속작이라 할 수 있는 디그레이맨을 작업하기 시작했으며 2015년까지 2년이 넘도록 휴재 중이었지만 2015년 7월, 잡지사를 이적하고 재연재를 시작한다는 공지가 나왔다.
2015년 7월 17일 다시 연재를 시작했다.
2016년 7월 4일부터 2016년 9월 27일까지 디 그레이맨 할로우로 애니메이션이 나오기도 했었다.

## 개요
이노센스라 불리는 고대 물질을 대 악마 무기로 전환하여 싸우는 검은교단의 엑소시스트, 이 만화의 주인공이자 엑소시스트인 알렌 워커는 악마를 구제하기 위해 천년 백작을 물리치고 세상에 흩어져 있는 이노센스를 모으기 위해 동료 엑소시스트들과 함께 천년백작 등과 싸우는 이야기를 다루고 있다. 호시노 카츠라가 전에 연재했던 ZONE에 등장하는 인물들이 이 작품에 출현하고 있으며, 주인공인 알렌 역시 그전의 작품의 여자주인공이였으나, 디그레이맨에서는 남자주인공이다.

## 본작 설정

### 이노센스(Innocence)
본작에 등장하는 고대의 불가사의한 물질로, <신의 결정체>라고 불리기도 하며 천년백작이 만들어낸 악마를 파괴할 수 있는 유일한 물질이다. 7000년 전 천년백작과의 전쟁으로 벌어진 대재앙 암흑의 사흘, 즉 성서에 기록된 노아의 홍수에 의해 세계 이곳 저곳에 흩어진 이노센스는 총 109개이며, 약 50~60개 정도를 검은 교단이 회수했으나 노아 일족에 의해 약 24개 정도가 파괴된 상황이다. 신의 결정체라고 불리는 만큼 초자연적이고 신비한 힘을 지니고 있으며, 그 힘은 각 이노센스마다 전부 다 다르다. 강대한 이노센스의 힘으로 인해 이노센스가 잠들어있는 지역에는 기괴한 현상이 일어나게 되며, 검은 교단이나 노아의 일족은 이 기괴현상이 일어나는 곳을 감지해 이노센스를 찾아낸다. 이노센스를 다룰 수 있는 인간을 '적합자'(適合者)라고 칭하며 적합자는 자신이 싱크로한 이노센스와 함께 엑소시스트가 되어야 할 운명을 지닌다.

#### 타입
1. . 장비형(裝備形) : 이노센스의 힘을 도구로 개량해서 사용하는 형태로, 본래 가공하지 않은 이노센스를 무리하게 사용하면 적합자의 신체에 무리가 가기 때문에 장비형 적합자들은 자신과 싱크로한 이노센스를 검은 교단 본부에서 헤브라스카에게 판별받은 다음 코무이에게 맡겨 개량한다. 그렇게 함으로써 자신에게 가장 맞는 형태나 능력과 스타일을 도출한 다음 이노센스와의 싱크로율을 높여서 임무에 착수한다. 이노센스 적합자는 주로 이 장비형이 많다.
2. . 기생형(寄生形) : 도구로 가공한 이노센스를 사용하는 타입과는 달리 자신의 신체 일부가 이노센스로 이루어져 있는 희귀한 타입으로, 자신의 신체능력 자체가 이노센스이기 때문에 가공되지 않은 원석 그대로의 힘을 사용할 수 있다. 즉, 장비형보다 훨씬 더 강한 힘을 낼 수 있다는 것이다. 기생형들은 특성상 <AKMA>의 바이러스를 맞아도 체내의 이노센스가 자가적으로 정화를 한다. 하지만 신체 자체가 이노센스인만큼 이노센스가 손상당하면 육체 자체가 손상되는 것과 마찬가지이기 때문에 장비형보다 훨씬 더 피로가 많이 들고 식욕이 왕성해지며, 이노센스와의 싱크로로 생명에너지를 소비하기 때문에 수명이 점점 짧아진다는 단점이 있다.
3. . 결정형(結晶形) : 장비형의 이노센스가 각성한 형태로, 본래 일반적으로 도구화만 한 장비형 이노센스와는 달리 결정형 이노센스는 적합자의 혈액의 일부를 결정으로 바꾸어 그 결정이 이노센스화 되는 희귀한 타입이다. 또, 이노센스가 손상되면 교단 본부에서 고쳐야만 하는 장비형들과는 달리 결정형은 적합자의 혈액만 있으면 자가적으로 재생이 가능하다. 현재 이 결정형인 이노센스의 엑소시스트는 리나리 리와 칸다 유우 두 사람이다.
4. . 아포크리포스(Apocrypose) : <하트>를 지키기 위해서만 존재하는 자립형(自立形) 이노센스로, 순백으로 이루어진 몸에 기괴한 움직임을 보이는 그로테스크한 형상을 지니고 있으며, 아직 그 정체는 불명이다. 노아 일족은 이 아포크리포스를 7000년 동안이나 찾아 헤맸다고 한다. 이 아포크리포스야말로 하트를 찾는 유일한 단서이기 때문이다. 일반적인 이노센스와는 격이 다른 힘을 지니고 있으며, 자기 스스로 노아의 일족에게 있어선 자신은 <사신>(死神)이라고 할 수 있다고 한다.
5. . 하트(Heart / 心) : 모든 이노센스의 심장이자 근원인 이노센스로, 천년백작과 검은 교단이 최종적으로 찾아야 되는 미지의 존재이다. 이 하트가 파괴되면 이노센스 전부가 파괴될 것이라고 큐브에 써 있었다. 하지만 이 하트가 어디에 숨어있는지 누군가가 적합자가 이미 되었는지는 알 수 없으며, 천년백작도 알 수 없는 하트의 행방 때문에 전전긍긍하고 있는 상황이다. 알렌과 리나리의 이노센스인 크라운 크라운과 다크 부츠가 이례적인 상황을 보였을 때, 북맨과 라비는 둘의 이노센스가 하트일 가능성도 있다고 판단했으나 이는 아직 불명이다.

#### 임계점 돌파(臨界点突破)
보통 엑소시스트들이 이노센스와 동조하는 싱크로율의 수치는 높아야 90% 이하지만, 극소수의 엑소시스트들은 이노센스의 힘을 통상보다 훨씬 더 강하게 끌어내며 싱크로율의 수치를 100% 이상까지 끌어내는 경지를 선보이는데, 이 때의 이노센스는 자신의 힘의 본질과 근원에 맞는 더욱 더 순수하고 강력한 힘을 낼 수 있게 된다. 교단에서 이노센스와의 싱크로율이 100%를 넘는 자를 <임계자>(臨界者)라고 부르며, 임계자가 된 엑소시스트는 원수가 될 수 있는 자격을 지닌 원수 후보가 된다.

### <AKUMA>(惡魔)
천년백작이 만들어내고 있는 살아있는 악성 병기로,
사람의 마음 속 어둠이 만들어낸 비극, 그 사람의 가장 소중한 영혼 그리고 천년백작이 만들어낸 기계인 마도식 바디가 합쳐져 만들어진다. <AKUMA>로 만들어진 영혼은 제조자인 천년백작에게 완벽히 지배당하며 죄의식에 고뇌하고 번민하면서 자신의 모습을 증오하게 되는데
그런 영혼의 욕구불만과 마이너스 감정들이 <AKUMA>를 움직이는 원동력이 된다.
현재까지 레벨 1부터 레벨 4까지 등장했다.
검은 교단의 원수인 크로스 마리안은 교단 내에서 유일하게 <AKUMA>를 개조할 수 있는 엑소시스트이다.

#### 다크매터(Dark Metter)
<AKUMA>를 만들 때 필요한 마도식 바디를 만드는 결정체로,
이노센스와는 완전한 상극의 관계에 있으며 기분 나쁠 정도로 칙칙한 검은 보랏빛을 띠고 있는 육각형의 결정이다.
다크매터는 <AKUMA>가 만들어진 순간부터 그 <AKUMA>의 주요 병기로 사용되며
다크매터가 생물의 체내에 침입했을 경우 바이러스로 변형되어 다크매터에 맞거나 기생당한 생물은
전신에 검은 펜타클 모양의 무늬가 퍼지면서 결국 검게 바스라져 소멸하고 만다.

#### 마도식 바디(魔道式體)
다크매터를 이용해 천년백작이 만들어낸 <AKUMA>의 몸체로, 검은색 해골 피규어 모형처럼 생겼다. 천년백작과 거래를 하여 불러낸 영혼은 이 마도식 바디에 갇히게 되어 결국 자신을 부른 이를 죽이고 그 시체를 뒤집어쓰게 된다. 그렇게 하여 영원한 고뇌와 번민, 고통에 괴로워하며 영원히 천년백작의 장난감으로서 병기로서 살육을 반복하게 된다.

#### 만드는 법
1. . 대상자의 마음 속 어둠을 찾아낸다.
2. . 대상자의 마음 속 어둠의 근원인 <가장 그리워하는 자>가 누군지를 알아낸다.
3. . 대상자를 유혹해 자신이 가장 그리워하는 자의 이름을 진심을 담아 크게 외치게 한다.
4. . 목소리를 듣고 달려온 그 사람의 영혼은 천년백작이 만든 마도식 바디에 갇혀 <AKUMA>가 되고 만다.
5. . <AKUMA>가 된 영혼은 자신을 불러낸 대상자를 죽이고 그 몸을 뒤집어써 악성 병기로 진화하게 된다.

#### 형태
레벨 1(Lv. 1)
가장 초기에 만들어진 <AKUMA>
기본적으로 구체의 형상에 여러 개의 검은 대포가 달려 있고 식물의 줄기같은 것이 고정시키고 있는 형상이며, 정중앙에는 <AKUMA>가 된 영혼이 뒤집어 쓴 인간의 시체가 얼굴처럼 드러나 있다.
전신에 달린 검은 대포에서 악성 다크매터를 발사하며 공격한다.
가장 초기 단계인 레벨 1이기 때문에 지능은 거의 없으며 살육을 위해서만 행동한다.
레벨 2(Lv. 2)
레벨 1에서 진화한 형태의 <AKUMA>
구체의 병기에서 생명체의 형태를 지녔기 때문에 자신의 의사를 가지게 되었다.
익살스럽거나 앙증맞게 생긴 장난감이나 인형처럼 생긴 것에서부터 고양이, 개와 같은 동물형부터 곤충, 사물의 형상을 한 것까지 천차만별의 개체가 있다.
전투력은 단순 병기인 레벨 1보다 훨씬 더 강력해졌으며, 레벨 2로 진화한 <AKUMA>는 자신 고유의 특수 능력을 지니게 된다.
레벨 3(Lv. 3)
레벨 2에서 진화한 형태의 <AKUMA>
생명체의 모습을 한 레벨 2와는 달리 레벨 3부터는 인간의 모습에 굉장히 가깝게 진화했으며, 레벨 3의 <AKUMA>는 전부 다 갑옷을 입은 형상이 많다.
크기는 레벨 2보다 훨씬 작은 개체가 많지만 그 힘은 상상을 뛰어넘는다.
레벨 4(Lv. 4)
문헌에도 실리지 않은 <AKUMA>의 새로운 진화 형태로, 레벨 3의 <AKUMA>가 진화한 형태이다.
갑옷을 입은 모습이 아닌 그냥 새하얀 광대 마리오네트처럼 생겼으며, 머리에는 다크매터로 이루어진 천사의 고리 비슷한 것이 깃들어 있고 등에는 역시 새하얀 날개가 돋아난다.
전투력이 상상을 초월할 정도이며 검은 교단의 원수 2명이상 수준의 파워를 내야 잡을 정도로 강력한 힘을 지녔다.
알렌은 레벨 4로 진화한 <AKUMA>의 영혼은 너무나도 끔찍해서 볼 수도 없다고 한다.
융합 형태
엄청난 수의 <AKUMA>가 융합하여 탄생한 <AKUMA>
우스꽝스럽게 생긴 검은색 마리오네트 형태를 하고 있으나 그 크기가 엄청나게 크다(거의 아파트 20층 높이를 훌쩍 뛰어넘을 정도).
크기가 엄청나게 큰 나머지 시전하는 공격들도 저절로 위력적으로 진화했으며, 주로 천년백작이 백병전으로 몰아붙일 때 자주 쓴다.
하지만 레벨 3 <AKUMA>보다는 약하며, 상급의 엑소시스트나 원수들이라면 문제 없이 해치울 수 있다.
개조 형태
검은 교단의 원수인 크로스 마리안이 독자적으로 개조한 <AKUMA>
모든 <AKUMA>는 제조자인 천년백작의 명령을 절대적으로 우선시하지만, 개조한 <AKUMA>는 그것을 어느 정도 뿌리칠 수 있게 된다(물론, 완벽하게 뿌리치는 것은 불가능).
개조한 <AKUMA>는 레벨 3와 거의 동등한 힘을 지니게 된다.
살인 충동을 억누를 수 없게 되었을 땐 크로스가 심어둔 자폭 시스템이 발동한다.

### 골렘(Golem / 人組生命體)
본작에 등장하는 인조 생명체로, 주로 엑소시스트들이 많이 지니고 있으며 팀캠피나 무선 골렘은 엑소시스트들의 정보 공유 및 전달에 유용하게 쓰인다. 기계의 테크놀로지와 고대의 신비한 주술의 힘을 융합시켜 만들기도 하며, 실제로 아시아 지부의 일원들도 몇몇 가지고 있다.

### 주술(呪術)
작중의 배경이 19세기 말이기 때문에 고대의 신비한 힘을 지닌 주문과 언어를 이용해 불가사의한 힘을 선보이는 주술사들도 등장한다.
- 작중에 등장하는 주술사

1. . 천년백작
2. . 크로스 마리안
3. . 벅 창
4. . 즈우 메이 창

#### 용어
1. . 옴(o) / 아바타(A) / 우라(U) / 마사라카토(M) - 주술을 시전하기 전의 기본적인 진언(眞言)으로, 옴을 시작으로 다양한 형태의 언어로 주술을 변화시키는 것도 가능하다.
2. . 옴 가타르(O. G) - 무언가를 소환할 때 사용하는 진언으로, 크로스 마리안이 그레이브 오브 마리아를 불러낼 때 사용한다.
3. . 마키지바. 카이키(M.K) - 대상의 형태를 바꿀 때 사용하는 진언이다.
4. . 해키지(閉) - 봉인 결계를 칠 때 사용하는 진언으로, 천년백작은 이것을 살짝 변화시켜 작은 벌레 형태의 기계를 지정한 장소에 붙인 다음 그 기계를 이용해 <AKMA>나 노아밖에 출입할 수 없는 이공간(異空間)을 만들어내는 식으로 사용한다.
5. . 카이바라(結界) - 일반적인 결계를 칠 때 사용하는 진언이다.
6. . 아다라(破) - 지정한 대상을 파괴할 때 사용하는 진언이다.

## 배경

### 검은 교단(黑敎團)
본 작품에서 천년백작과 <AKMA>의 위협으로부터 인류의 존속을 보장하고 이노센스와 악마에 대한 체계적인 연구를 시행하기 위해 설립된 교황청 직속의 세력으로, 조직을 통솔하는 '대원수'들과 그 밑으로 과학반과 실행반이 있으며 실행반을 이끄는 '원수'들과 그 산하의 엑소시스트, 그리고 과학반을 이끄는 '실장'과 그 밑의 여러 부서 및 각국의 지부가 존재한다.

#### 엑소시스트(Exorcist / 仕途)
검은 교단의 전력이자 '신의 사도'로 칭송받는 전사들로, 이노센스와 싱크로한 적합자는 이 엑소시스트가 될 운명을 띠고 있다. 엑소시스트들은 검은 교단에 입단한 후 각 원수들 중 한 명의 제자로 들어가 그 원수의 부대의 일원으로 일임된다. 착용하는 제복은 스토리가 전개될수록 바뀐다.
1. . 초기 : 겉에 걸치는 코트 형식이며 뒤에는 쓸 수 있는 모자가 달려 있다. 검은색 바탕에 실버 로즈크로스 문양이 새겨져있다.
2. . 중국 ~ 일본 에도 편 : 코트 형식이었던 초기와는 달리 전투에 좀 더 특화되어 있는 전투원 복장으로 바뀌었으며, 양 어깨의 완장과 등에는 십자가가 새겨져 있다. 특수 합성 섬유로 되어 있으며 물리적인 공격으로부터 몸을 보호하는 것이 가능하다. 검은색 바탕에 실버 로즈크로스 문양이 새겨져있다.
3. . 교단 습격 편 ~ 현재 : 좀 더 제복같은 스타일로 변했으며 어깨 완장과 액세서리가 추가되어 훨씬 더 고풍스러운 분위기를 낸다. 실버 로즈크로스에서 레드 로즈크로스로 색이 바뀌었으며 소매와 발 소매가 갈라져 움직이기 용이하다.

#### 과학반
검은 교단의 설비와 장치, 그리고 모든 실무를 담당하는 부서이다. 코무이가 실장으로 있으며 엑소시스트들의 든든한 지원군이 되곤 한다. 실장인 코무이는 새하얀 바탕에 화이트 로즈크로스 제복을 착용하며, 그 외의 직원들은 과학자 가운을 착용한다.

#### 파인더
일명, 실행 부대로, 엑소시스트들이 임무로 파견될 때마다 조수로 나서 엑소시스트들을 보좌하는 역할을 한다. 각지에 파견되어 있으며, 연한 베이지색의 두꺼운 코트 형태의 제복을 착용한다.

#### 원수(元首)
검은 교단의 상층부에 존재하는 엑소시스트들의 스승이자 대 전력인 전사들이다. 여러 엑소시스트들을 제자로 받아들여 그들을 성장시켜나갈 의무가 있으며, 원수들은 세계 각지를 돌아다니며 이노센스의 적합자를 찾아다니는 임무를 수행하고 있다. 이노센스와의 싱크로율이 100%를 넘은 적합자만이 원수가 될 자격을 얻게 되며, 알렌 워커가 원수 후보자였지만 217화에서 티에도르 원수의 설득으로 칸다 유우가 새 원수가 된다. 착용하는 제복은 검은색 바탕에 골드 로즈크로스 문양이 새겨져있다.

#### 대원수(大元首)
검은 교단의 지배자이자 창설자들로, 교단 본부에 있는 인형을 통해 지시를 내린다. 아직 자세한 것은 불명이지만 대원수들의 뒷배경에는 중앙청 및 교황청이 존재한다고 해도 과언은 아니다.

#### 중앙청(中央廳)
검은 교단의 창설 배경인 교황청의 근거지를 둔 강대하고 막강한 세력으로, 검은 교단의 실질적인 모든 것을 지배하며 대원수들도 중앙청에 소속되어 있다. 중앙청의 대표적인 권력가로 루베리에 家가 있으며 중앙청은 엑소시스트들이나 검은 교단을 그저 병기라고 생각하는 경향이 있다. 중앙청의 특별 용병부대인 '까마귀'가 존재하며 이들은 체술과 도술을 어린 나이부터 집중적으로 주입당한다.

##### 까마귀(烏)
중앙청이 거느리고 있는 전투 부대로, 그 실력은 가히 최강이자 공포에 가깝기 때문에 중앙청이 절대적인 권력을 누리는 것에 대해 단단히 한 몫 하고 있는 부대이다. 까마귀에 발탁된 이들은 어린 나이에서부터 체술과 도술을 집중적으로 주입당하며, 혹독한 실전과 전투 훈련을 받게 된다. 까마귀의 대원들은 붉은 망토에 노란 마름모 모양이 그려진 하얀 바탕의 가면을 착용한다.

##### 서드 엑소시스트
까마귀 중 5명을 선별하여 세컨드 엑소시스트 프로젝트의 모체였던 알마 카르마와 <AKMA>의 핵인 다크매터의 근원인 '알'의 파편을 합쳐 얻은 신생 알마 세포를 이식함으로써 만든 제3 사도(서드 엑소시스트)는 이노센스로 싸우는 것이 아니라 半 <AKMA>가 되어 <AKMA>를 흡수하는 동족상잔의 형식으로 싸운다. 서드 엑소시스트들에게는 보다 많은 <AKMA>를 흡수하여 자신의 세포를 다른 후계자들에게 이식할 수 있도록 하는 작업인 <모태화>(母胎化)라고 하는 사명이 붙여져 있으며 모태가 된 서드 엑소시스트로부터 다시 한 번 더 세포를 채취해 그 세포를 다른 많은 전사들에게 이식, 그 전사들이 또 모태가 되어 그 뒤의 또 많은 전사들에게 이식을 하는 순으로 계획되었다.

##### 세컨드 엑소시스트
중앙청과 아시아 지부의 창 家, 북미 지부의 에프스타인 家의 협동 프로젝트로 만들어진 엑소시스트이다. 전장에서 사망한 엑소시스트들의 육체에서 뇌를 채취해 그 뇌를 가사 상태로 보관한 다음, 인체 실험으로 아주 우수한 육체의 아이들을 만들어 내 채취한 뇌를 이식, 뇌를 이식한 아이들을 수조에 보관한다. 후에 아이들이 깨어나면 그 아이들은 강제적으로 뇌의 주인이었던 엑소시스트가 사용하던 이노센스와의 싱크로율 실험에 참여하게 되며, 온몸이 부서지고 재생을 반복하는 고통스러운 실험을 계속하게 된다. 종국엔 실험체였던 Alma와 Yu가 성공하지만 세컨드 엑소시스트 프로젝트의 성공은 Alma의 폭주와 함께, 당시 창 家의 당주와 당주 보좌, 그리고 에프스타인 家의 당주가 Alma에게 살해당하는 참극을 부르고 만다.

### 노아의 일족
인류 최초이자 최고(最古)의 사도인 "노아"의 유전자와 피를 계승받은 일족을 지칭하는 말이다. 일족의 피부는 전부 다 칠흑같은 회색이며 눈동자는 황금빛이다. 이마에는 예수 그리스도가 썼던 가시 면류관의 상처 형태를 한 십자가 성흔(聖痕)이 새겨져 있다. 7000년 전에 천년백작의 탄생과 동시에 탄생한 13명의 사도들을 총칭하는 말이었으며, 그 후에는 죽은 사도들의 메모리를 몸에 받아들인 숙주들을 총칭하는 말로 사용된다.

#### 노아의 메모리(Noah's Memory)
7000년 전, 천년백작과 사도 노아가 출현해 이노센스와 전쟁을 일으켜 패했을 때, 천년백작이 쓰러짐과 동시에 죽은 2번째에서부터 13번째의 노아의 영혼은 죽은 후 이승을 떠돌면서 이노센스와의 싸움에서 승리하고 암흑의 사흘을 재래시키기 위해 자신의 숙주가 될 인간을 한 세대마다 고른 다음 그 숙주에 깃들었다가 메모리가 각성하면 숙주를 점령하면서 각성하는데 이것이 바로 노아의 환생이다. 숙주가 된 인간들은 자신의 자아가 메모리에 먹히지 않도록 무의식적으로 메모리를 누르곤 하는데 메모리가 강하면 강해질수록 점점 더 숙주를 점령하면서 숙주 본래의 인격이나 정신을 완전히 빼앗기도 한다. 노아 일족들은 각자 계승받은 자신들만의 힘인 '메모리'가 있으며 그 메모리에 따라 자신들의 힘을 구현화시키기도 한다.
- 노아의 메모리
  - 제 1사도 : 천년백작(The Earl of Millenium / 千年伯爵)
  - 제 2사도 : 트라이드(Tride / 審判)
  - 제 3사도 : 조이드(Joid / 快樂)
  - 제 4사도 : 디자이어스(Desires / 慾望)
  - 제 5사도 : 와이즐리(Wisely / 知慧)
  - 제 6사도 : 피들러(Fiddler / 浸蝕)
  - 제 7사도 : 머시머(Mercymer / 矜恤)
  - 제 8사도 : 러슬러(Wrathler / 忿怒)
  - 제 9사도 : 로드(Road / 夢)
  - 제 10 & 11사도 : 본둠(Bondm / 遊帶)
  - 제 12사도 : 러스톨(Lustol / 色)
  - 제 13사도 : 마이트러(Mightra / 能力)
  - 제 14사도 : 네아(Nea / 破壞)

#### 14번째 노아
35년 전, 노아의 일족에서 태어날 예정이 없었던 14번째가 돌연 태어났다. 14번째는 천년백작을 죽이고 자신이 천년백작이 되려고 하였으며 그 과정에서 노아 일족의 대부분을 죽이고 천년백작에게 대항했다. 하지만 결국 14번째는 천년백작에 의해 죽음을 맞이했으며 결국 그의 메모리는 현대에 알렌 워커를 숙주로 삼아 다시 재림하려 한다. 14번째는 천년백작에게 대항하는 과정에서 노아의 방주도 강탈해 방주를 일본의 에도에 영구접속시켜 천년백작이 조종하지 못하게 만들었으며, 자신이 백작에게 죽기 전 크로스 마리안에게 유지를 이어주었고 그 외의 여러 인물에게도 자신의 유지를 이어주었다. 이를 눈치채고 백작은 새로운 방주를 만들었으며 14번째의 숙주인 알렌을 계속 노리고 공격한다. 하지만 어쩐일인지 백작은 14번째를 자신의 편으로 끌어들이기를 원하는 것 같다.
14번째는 방주를 조종하는 연주자(演奏者)의 능력을 가지고 있다는 이유로 추정된다. 연주자인 이유는 마리안이 알렌을 방주안에 숨은 공간으로 내 던지고, 거기에는 백색의 피아노 하나가 있었다. 알렌은 그것을 연주하여 방주의 파괴를 멈춘다.

#### 노아의 방주
노아 일족이 소유한 일종의 공간 전이 기능이 설치된 대형 요새이다. 기본적으로 정육면체의 모습을 하고 있으며 14번째가 강탈했던 하얀 방주와 후에 천년백작이 새로이 만든 검은 방주가 있다. 14번째가 강탈했던 하얀 방주는 그 안에는 마치 남국(南國)의 거리같은 운치 있는 아름다운 하얀 도시가 펼쳐져 있고 중앙에는 거대한 탑이 세워져 있다. 도시의 자리잡은 문들은 여러 공간으로 이어져 있으며 밖으로 나가는 출구인 문도 있고 다른 공간으로 연결된 문도 여럿이 존재한다. 천년백작이 새롭게 만든 검은 방주는 아직 자세한 사항은 불명이다.